# Selma (pel·lícula)
Selma és una pel·lícula de drama estatunidenca de 2014, dirigida per Ava DuVernay i escrita per DuVernay i Paul Webb. La pel·lícula està basada en les marxes pels drets de vot en les que es va voler anar de Selma a Montgomery. Foren liderades per James Bevel, Hosea Williams, i Martin Luther King, Jr. del SCLC i John Lewis del SNCC. David Oyelowo interpreta a Martin Luther King, Jr., Tom Wilkinson com al president Lyndon Johnson, Common com a Bevel, i Carmen Ejogo com a Coretta Scott King.
Pathé va finançar la pel·lícula, i Plan B Entertainment i Harpo Productions coproduïren el projecte. Paramount Pictures va distribuir-la als Estats Units i el Canadà. Selma es va estrenar en un esdeveniment de l'American Film Institute l'11 de novembre de 2014, i va tenir el seu llançament als cinema dels Estats Units el 25 de desembre de 2014. La pel·lícula es va doblar al català.

## Repartiment
- David Oyelowo com a Martin Luther King, Jr.[4]
- Tom Wilkinson com a Lyndon B. Johnson[5]
- Tim Roth com a George Wallace.[6]
- Common com a James Bevel.[7]
- Carmen Ejogo com a Coretta Scott King.[8]
- Lorraine Toussaint com a Amelia Boynton Robinson.[9]
- Oprah Winfrey com a Annie Lee Cooper.[10]
- Cuba Gooding, Jr. com a Fred Gray.[11]
- Niecy Nash com a Richie Jean Jackson.[12]
- Colman Domingo com a Ralph Abernathy.[13]
- Giovanni Ribisi com a Lee C. White[14]
- Alessandro Nivola com a John Doar.[15]
- Keith Stanfield com a Jimmie Lee Jackson.[16]
- Andre Holland com a Andrew Young.[17]
- Tessa Thompson com a Diane Nash.[18]
- Wendell Pierce com a Hosea Williams.[19]
- Omar Dorsey com a James Orange.
- Ledisi com a Mahalia Jackson.[20]
- Trai Byers com a James Forman.[21]
- Stephan James com a John Lewis.[22]
- Kent Faulcon com a Sullivan Jackson.[13]
- John Lavelle com a Roy Reed.[23]
- Jeremy Strong com a James Reeb.[24]
- Dylan Baker com a J. Edgar Hoover[25]
- Nigel Thatch com a Malcolm X.
- Charity Jordan com a Viola Lee Jackson.
- Haviland Stillwell com a Secretaría de Johnson.
- Tara Ochs com a Viola Liuzzo.
- Martin Sheen com a Frank Minis Johnson.[26]

## Producció

### Desenvolupament
El 18 de juny de 2008, Variety va informar que el guionista Paul Webb havia escrit una idea original sobre Martin Luther King Jr. i Lyndon B. Johnson per a Christian Colson de Celador. Seria coproduïda per Brad Pitt de Plan B Entertainment. El 2009 havia de ser Lee Daniels qui l'anava a dirigir, amb el finançament per Pathé, i amb Dede Gardner, Jeremy Kleiner de Plan B com a coproductors juntament amb la participació de Cloud Eight Films. El 2010 els informes indicaven que The Weinstein Company s'uniria a Pathe i Plan B per al finançament de la pel·lícula amb 22 milions de dòlars, però durant el mes següent Daniels va signar amb Sony per tornar a escriure i dirigir El majordom. En una entrevista a l'agost de 2010, Daniels va dir que el finançament estava llest per al projecte de Selma, però havia de triar entre El majordom i Selma, i va triar El majordom. Pel juliol de 2013 es va anunciar que Ava DuVernay havia signat per dirigir Selma amb Pathe UK i Plan B, i que ella estava ajustant el guió amb el guionista original, Paul Webb. A principis de 2014 Oprah Winfrey es va unir com a productora juntament amb Brad Pitt, i el 25 de febrer Paramount Pictures estava en negociacions finals per als drets de distribució canadenques i als EE.UU.
El 4 d'abril de 2014, la directora DuVernay va anunciar que Bradford Young seria el director de fotografia del film.

### Audicions
En 2010 Daniels va confirmar el paper estel·lar de David Oyelowo com a Martin Luther King Jr. Hi ha actors que el 2010 havien confirmat la seva participació però que finalment no van aparèixer en la producció de 2014: al Robert de Niro, Hugh Jackman, Cedric the Entertainer, Lenny Kravitz, i Liam Neeson.
El 26 de març de 2014, Tom Wilkinson es va afegir a l'elenc per a interpretar al president nord-americà Lyndon B. Johnson. El 7 d'abril, es va anunciar que Carmen Ejogo interpretaria a la dona del Dr. King, Coretta Scott King.El 15 d'abril, l'actor i raper Keith Stanfield es va unir a l'elenc per interpretar a un manifestant de drets civils Jimmie Lee Jackson, qui va ser assassinat a tirs en una marxa nocturna i la mort de la qual va ser conduït per James Bevel per iniciar la marxa de Selma a Montgomery.El 22 d'abril, Lorraine Toussaint es va unir a l'elenc per interpretar a Amelia Boynton Robinson, una activista que va formar part del Southern Christian Leadership Conference (SCLC) i va ser la primera dona afroamericana a Alabama a postular-se per al Congrés. El 25 d'abril, es va anunciar que Ledisi s'havia afegit per a interpretar a Mahalia Jackson, cantant i amiga de King. El 7 de maig, Andre Holland es va unir al repartiment per a interpretar al polític i activista pels drets civils Andrew Young. El 8 de maig, Tessa Thompson va ser seleccionada per al paper de Diane Nash, un activista dels drets civils i membre fundador del Student Nonviolent Coordinating Committee (SNCC). El 9 de maig, Deadline va confirmar el paper de Common com a James Bevel, director d'Acció Directa i Director de la SCSL. El 16 de maig, Trai Byers s'uneix a l'elenc per interpretar a James Formen, un líder dels drets civil actiu en el SCLC. El 20 de juny, Deadline confirma el personatge de Colman Domingo com un activista de SCLC, Ralph Abernathy. El 28 de maig, Stephan James es va incorporar per al paper d'un activista de SNCC, John Lewis. El 29 de maig Wendell Pierce es va unir per a interpretar al líder de drets civils, Hosea Williams. El 30 de maig, Cuba Gooding, Jr. es va incorporar per a interpretar al famós advocat de drets civils i activista Fred Gris. El 3 de juny, Tim Roth va firmar per a interpretar al governador d'Alabama George Wallace. El 4 de juny, Niecy Nash es va unir a l'elenc per a interpretar a Richie Jean Jackson, esposa del Dr. Sullivan Jackson interpretat per Kent Faulcon, mentre que John Lavelle ho faria per a interpretar a Roy Reed, un reporter que cobreix la marxa per The New York Times. El 10 de juny, es va anunciar que el productor de la pel·lícula, Oprah Winfrey, també interpretaria a Annie Lee Cooper, una dona de 54 anys d'edat, qui va tractar de registrar-se per a votar i la sol·licitud li va ser denegada. També Jeremy es va unir per a interpretar a James Reeb, un sacerdot de Boston assassinat, un activista de drets civils. El 12 de juny, es va informar que Giovanni Ribisi s'uniria per a interpretar a Lee C. White, assessor dels presidents Kennedy i Johnson en estratègies en relació al moviment de drets civils. Alessandro Nivola també es va unir per interpretar a John Doar, un activista dels drets civils i el fiscal general dels drets civils del Departament de Justícia en la dècada de 1960. I el 17 de juny, Dylan Baker va firmar per a interpretar al director del FBI, J. Edgar Hoover, qui va dur a terme extenses investigacions sobre King i els seus associats.

### Rodatge
Els enregistraments de la pel·lícula van començar el 20 de maig de 2014, a Atlanta, Geòrgia. Les escenes rodades es van realitzar en el pont Edmund Pettus, i una escena clau en el Dexter Avenue cap al Capitoli de l'Estat d'Alabama a Montgomery, Alabama. El rodatge també va tenir lloc al voltant de la Plaça de Mariettay Talli del Comtat de Rockdale en Conyers. L'escena Conyers involucra un retrat del jutge federal Frank Minis Johnson, qui va donar la resolució per permetre la tercera i última marxa.Durant el rodatge d'una escena clau on King porta manifestants de drets civils per l'Avinguda Dexter cap a les Alabama State Capitol molts automòbils antics van ser vistos fora del Capitoli. Segons Brenda Thompson, Rutledge, Geòrgia Membre del Concejo Municipal i Rutledge Església Baptista membre,a l'Església Baptista "Rutledge" se li va pagar almenys $500 per a l'església i un altre per a l'estacionament.Al comtat de Newton, Geòrgia, el rodatge va tenir lloc en: Flat Road, entre Cornish Traça Drive i el carril de Baker, la carretera de l'aeroport, entre Poole Stand Road i Ga Highway 142, Gregory Road, just al costat de Flat Rock Road, Conyers, Lee Brown,. Ivy i Emory Calles, l'exterior de la casa en 2222 Lee Street, i un llançament de la nit a l'interior Townhouse Cafè en 1145 Washington St.

## Música
Lonnie Rashid Lynn Jr. (Common) i John Legend va compondre la música de la pel·lícula, que representa el seu primer treball de Moran.

## Estrena
Després de l'anunci que Selma tindria una estrena 30 minuts en el AFI Fest en el Teatre Egipci de Grauman a Los Angeles l'11 de novembre de 2014 els productors i el director van decidir fer d'aquest esdeveniment una estrena completa. Selma va ser acollida amb una ovació dempeus. La pel·lícula rebé una estrena limitada el 25 de desembre de 2014, abans de l'estrena àmplia el 9 de gener de 2015.

## Recepció
Selma va rebre l'aclamació dels crítics. Sobre la base de 210 revisions a Rotten Tomatoes, la pel·lícula té una qualificació de 99 %, amb una qualificació mitjana de 8,7/10. A Metacritic, la pel·lícula té una puntuació de 89 sobre 100, basat en 46 crítics, la qual cosa indica una "aclamació universal" dels crítics.